# Conseil de l'oblast de Vinnytsia
8e
Le Conseil de l'oblast de Vinnytsia est une assemblée élue de l'oblast de Vinnytsia. Elle possède 84 membres. Elle ne possède pas d'initiative législative. La durée de chaque législature est de cinq ans.

## Composition
| Législature | Élection        | Composition | Composition                                                                                      | Président            |
| ----------- | --------------- | ----------- | ------------------------------------------------------------------------------------------------ | -------------------- |
| 7e          | 25 octobre 2015 |             | Composition : - BBP (27) - VOB (17) - RPOL (9) - OS (7) - VOS (6) - APU (6) - OB (6) - UKROP (6) | Anatoliy Oliynyk     |
| 8e          | 25 octobre 2020 |             | Composition : - USH (40) - ES (11) - VOB (11) - SN (8) - OP (7) - ZM (en) (7)                    | Vyacheslav Sokolovyi |